# Nikos Tselios
Nikos Tselios (griechisch Νίκος Τσέλιος, * 20. Januar 1979 in Oak Park, Illinois) ist ein ehemaliger US-amerikanisch-griechischer Eishockeyspieler, der in seiner aktiven Zeit von 1996 bis 2008 unter anderem für die Carolina Hurricanes in der National Hockey League gespielt hat. Sein Cousin Chris Chelios war ebenfalls ein professioneller Eishockeyspieler. 

## Karriere
Nikos Tselios begann seine Karriere als Eishockeyspieler in der kanadischen Juniorenliga Ontario Hockey League, in der er von 1996 bis 1999 für die Belleville Bulls und Plymouth Whalers aktiv war. In diesem Zeitraum wurde er im NHL Entry Draft 1997 in der ersten Runde als insgesamt 22. Spieler von den Carolina Hurricanes ausgewählt. Für die Hurricanes gab der Verteidiger in der Saison 2001/02 sein Debüt in der National Hockey League, für die er in zwei Spielen sechs Strafminuten erhielt. Die restliche Zeit im Franchise Carolinas verbrachte er allerdings bei deren Farmteams, den Cincinnati Cyclones und den Lowell Lock Monsters, in der American Hockey League.
Am 21. Juli 2003 erhielt Tselios einen Vertrag als Free Agent bei den Phoenix Coyotes, spielte in den folgenden beiden Jahren jedoch ausschließlich für deren AHL-Farmteams Springfield Falcons und Utah Grizzlies. Zur Saison 2005/06 ging der Linksschütze erstmals nach Europa, wo er zunächst für KalPa Kuopio in der finnischen SM-liiga spielte, ehe er die Spielzeit bei Färjestad BK aus der schwedischen Elitserien beendete, mit dem er am Saisonende die nationale Meisterschaft gewann. Nach vier Spielen für die Chicago Hounds aus der United Hockey League, lief der US-Amerikaner mit griechischen Wurzeln bis 2008 in der Division 1, der dritten schwedischen Spielklasse, für den Örebro HK. Anschließend beendete er im Alter von 29 Jahren seine Karriere. 

### International
Für die USA nahm Tselios an der U20-Junioren-Weltmeisterschaft 1998 teil, bei der er mit seiner Mannschaft den fünften Platz belegte.

## Erfolge und Auszeichnungen
- 1997 OHL All-Rookie Team
- 1997 CHL All-Rookie Team
- 2006 Schwedischer Meister mit dem Färjestad BK